# گونتر شوگرمان
گونتر شوگرمان (انگلیسی: Günther Schwägermann؛ زادهٔ ۲۴ ژوئیهٔ ۱۹۱۵) یک فرد نظامی اهل آلمان و از اواخر سال ۱۹۴۱ آجودان دکتر یوزف گوبلز بود.
وی از جنگ جهانی دوم جان سالم به‌در برد و از ۲۵ ژوئن ۱۹۴۵ تا ۲۴ آوریل ۱۹۴۷ در اسارت ارتش ایالات متحده آمریکا بود.
از وضعیت کنونی وی اطلاعی در دست نیست.